# Brooksetta inconspicua
Brooksetta inconspicua är en insektsart som först beskrevs av Philip Reese Uhler 1893.  Brooksetta inconspicua ingår i släktet Brooksetta och familjen ängsskinnbaggar. Inga underarter finns listade i Catalogue of Life.